# Guaram II. od Iberije
Guaram II. od Iberije (gruz. გუარამ II), iz dinastije Guaramidi, bio je predsjedavajući knez Iberije od 685./686. do oko 693. godine.
Bio je nasljedni vojvoda (eristavi) od Klardžetije i Džavahetije, a službu predsjedavajućeg kneza Iberije stekao je kad je njegov prethodnik Adarnaz II., iz dinastije Hosroidi, umro u borbi s Hazarima 684./5. godine. Otprilike 689. godine, nakon uspješnog bizantskog pohoda na Kalifat, Guaram je svoju odanost prenio caru Justinijanu II. i dodijeljen mu je naslov kuropalata. Vjerojatno ga je naslijedio njegov sin ili unuk Guaram III. malo prije 693. godine, kada su Arapi uspjeli zauzeti Kavkaz uz pomoć svojih hazarskih saveznika i uveli izravnu vlast preko svog potkralja (valije) u Dvinu.